# ドリフトチェンバー

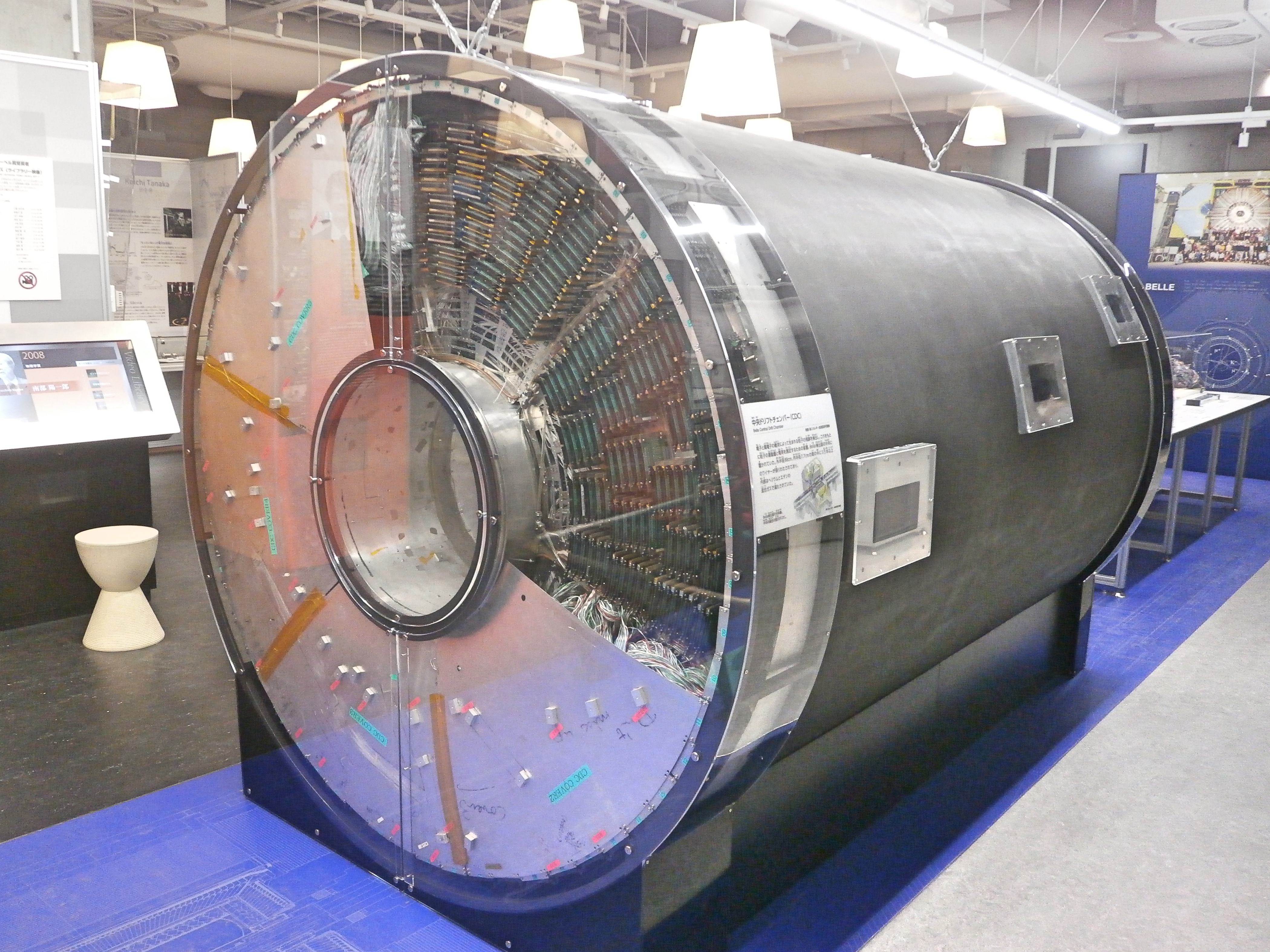
Belle検出器の中央ドリフトチェンバー。国立科学博物館の展示。

ドリフトチェンバー（英: Drift Chamber)とは、主に素粒子・原子核物理実験で用いられる位置検出器である。

## 構造および原理
ドリフトチェンバーは、ガスを封じ込めるための箱（チェンバー）の中に多数のワイヤーを張った構造をしている。
荷電粒子を効率よく捉えるために、ガスは単原子分子である希ガス（ヘリウム、アルゴン、ごくまれにキセノン）を主として、多原子分子のエタン、メタン等を混合したものが用いられる。
ワイヤーは陽極と陰極に分かれており、ある区間（セルと呼ばれる）で陽極に行くほど急峻な電場勾配を作り込む。荷電粒子がガスを通り抜ける際に、希ガスの分子が電離され陽イオンと電子に分かれ、電子は陽極、プラスイオンは陰極へと移動（ドリフト）していく。電子のドリフト速度は、ガスの種類・圧力によっても異なるが およそ 5 cm/μs 程度であり、陽極近くでは急激に電場勾配が強くなり、ドリフトした電子が電子雪崩現象により増幅されることで陽極に達した多数の電子がワイヤーに電荷を誘起される。この結果として特定セルの陽極に電気パルスとしてのシグナルが生じ、荷電粒子がセルを通過したことが分かる。同時に電気パルスを時間軸上に分解することでセルのどの地点を通過したのかが計算で求まる。また高速の荷電粒子であれば複数のセルを通過することが可能であるため、自ずと飛跡も同時に分かる。
陽極近辺で急な電場勾配が要求されることから、使用されるワイヤーは10ないし20 μmの直径のものが一般に使用され、この細さで十分な強度が得られるものとして、レニウムを混ぜたタングステンワイヤーが使用される。一方で、陰極を作るワイヤーには細さはさほど要求されないので、アルミ、もしくはベリリウムと銅の合金製の、直径約100 μm程度のものが使用される。
誘起された電荷は、1 pC 弱と微小であるため、電気抵抗低減の目的で陽極・陰極両方のワイヤーとも金メッキが施され、また検出用の増幅器には高感度の増幅器を用いる。
実際の実験では、ドリフトチェンバーよりも時間分解能のよい検出器が置かれており、ドリフト時間のスタート時刻（タイム・ゼロと呼ばれる）を決定している。
素粒子・原子核実験で荷電粒子の飛行時間を測定する装置は、オーダーとして 100 ps に達するプラスティック・シンチレータを用いられるので、これらでタイムゼロを決定する。
ドリフトチェンバーは、小型のものから大型のものまで様々なものが実験にあわせて設計され作成される。大きなものでは、高エネルギー加速器研究機構で過去に行われたトリスタン実験用のドリフトチェンバーは、直径が3 m、長さは10 mのものが使われ、大型ハドロン衝突型加速器 (LHC)実験用のドリフトチェンバーは、直径が6 m。長さは15 mにも達する。